# Biektyszewo
Biektyszewo (ros. Бектышево) – wieś (sieło) w Rosji, w obwodzie jarosławskim, w rejonie peresławskim. W 2010 liczyła 308 mieszkańców.